# Gut Schönfeld

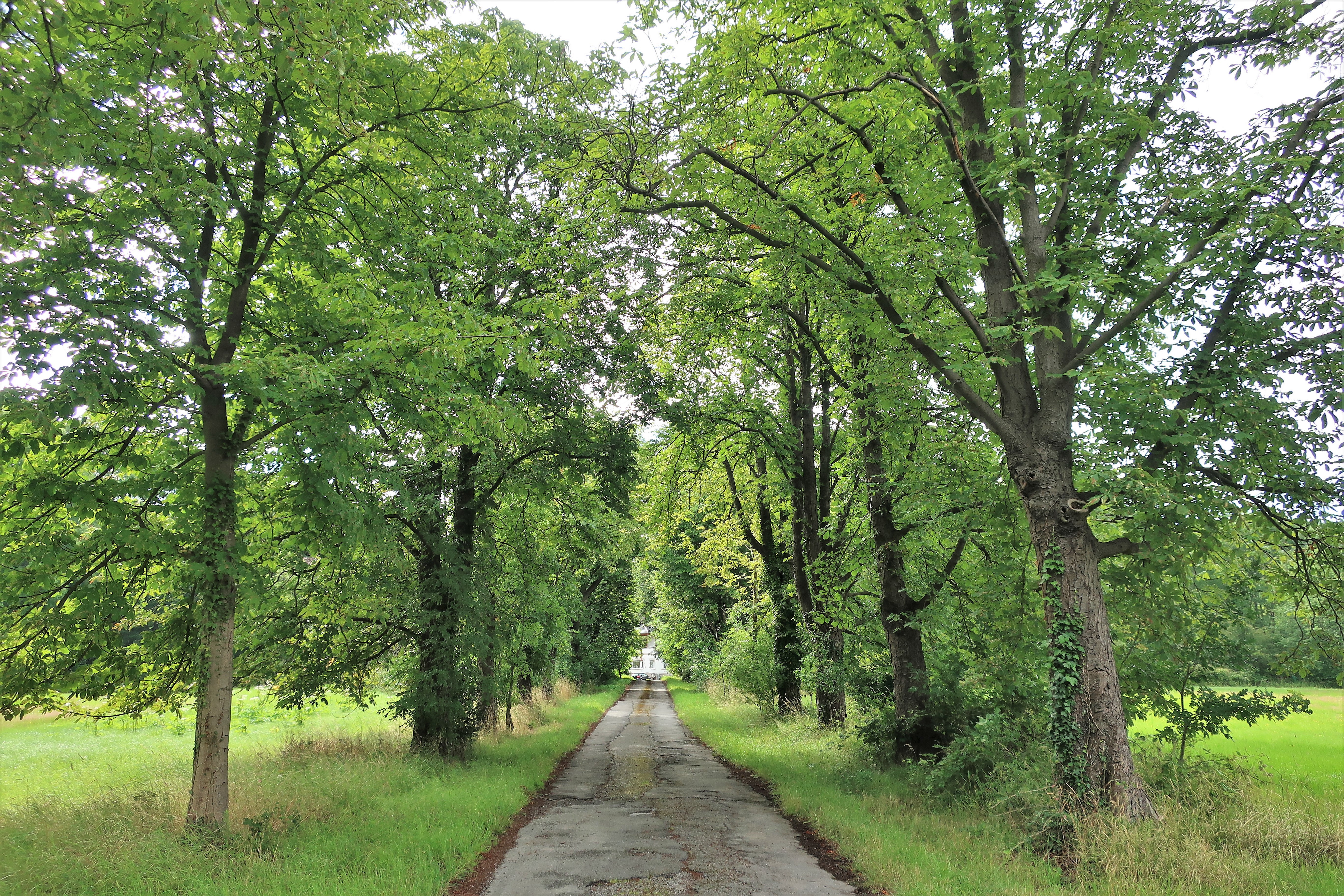
Allee zum Gut Schönfeld

Das Gut Schönfeld ist ein ehemaliges Adelsgut im östlichen Ruhrgebiet. Es liegt im Stadtteil Vorhalle der kreisfreien Großstadt Hagen.

## Geschichte
Gut Schönfeld wurde erstmals im Lehnsbuch der Adelsfamilie von Volmarstein in Verbindung mit einem Tauschgeschäft als Hof Schoenfeld erwähnt. Das Gut gehörte ehemals zur Bauerschaft Vorhalle und im Kirchspiel und Gericht Hagen zur Grafschaft Mark. Im Schatzbuch der Grafschaft Mark von 1486 werden in der Vorhelder Burschop unter den 19 Steuerpflichtigen ein Peter to Schonvelt mit einer Abgabe von 3 Goldgulden und ein Dyrych Schoenevelt mit 2 Goldgulden genannt.
im 17. Jahrhundert war Gut Schönfeld Eigentum Friedrich-Wilhelm von Göldels, der Holzrichter in der Hülsberger Mark war. Etwa um 1850 war die Familie von Göldel noch auf dem Gut ansässig und mit dem Gutsbesitzer Friedrich Peter Hülsberg befreundet. Ende des 19. Jahrhunderts ging das Gut in den Besitz der Familie Hülsberg über.
Das Herrenhaus ist heute Eigentum der Stadt Hagen und wird als Wohnhaus genutzt. Als Nebengebäude des Gutes bestehen eine Milchküche, ein Landarbeiterhaus sowie das Fachwerkhaus Unter den Eichen.

## Beschreibung
Das Herrenhaus ist ein zweigeschossiges Gebäude aus dem Jahr 1890, das als herrschaftlicher Wohnsitz für eine Familie mit Angestellten errichtet worden ist. Die Außenmauern des Gewölbekellers bestehen aus Bruchsteinen, während die oberirdischen Geschosse aus Fachwerk errichtet wurden. Abgeschlossen ist das Haus durch eine ziegelgedeckte Kombination aus Sattel- und Krüppelwalmdach. 